# Otte Krabbe
Otte Krabbe, född den 1 januari 1641, död den 13 juli 1719, var en dansk ämbetsman, sonsons sonson son till Tyge Krabbe.
Krabe stod högt i gunst hos Fredrik III, vars förtrogne kammarpage han var. Han innehade under Kristian V flera olika ämbeten men fick först under Fredrik IV något större politiskt inflytande. Från 1703 var Krabbe medlem av konseljen och tog en betydande del i styrelsen ända till 1717, då han tog avsked från alla sina ämbeten. Krabbe skildras som en ovanligt klok, erfaren, arbetsam och human man.